# Сміттєпровід

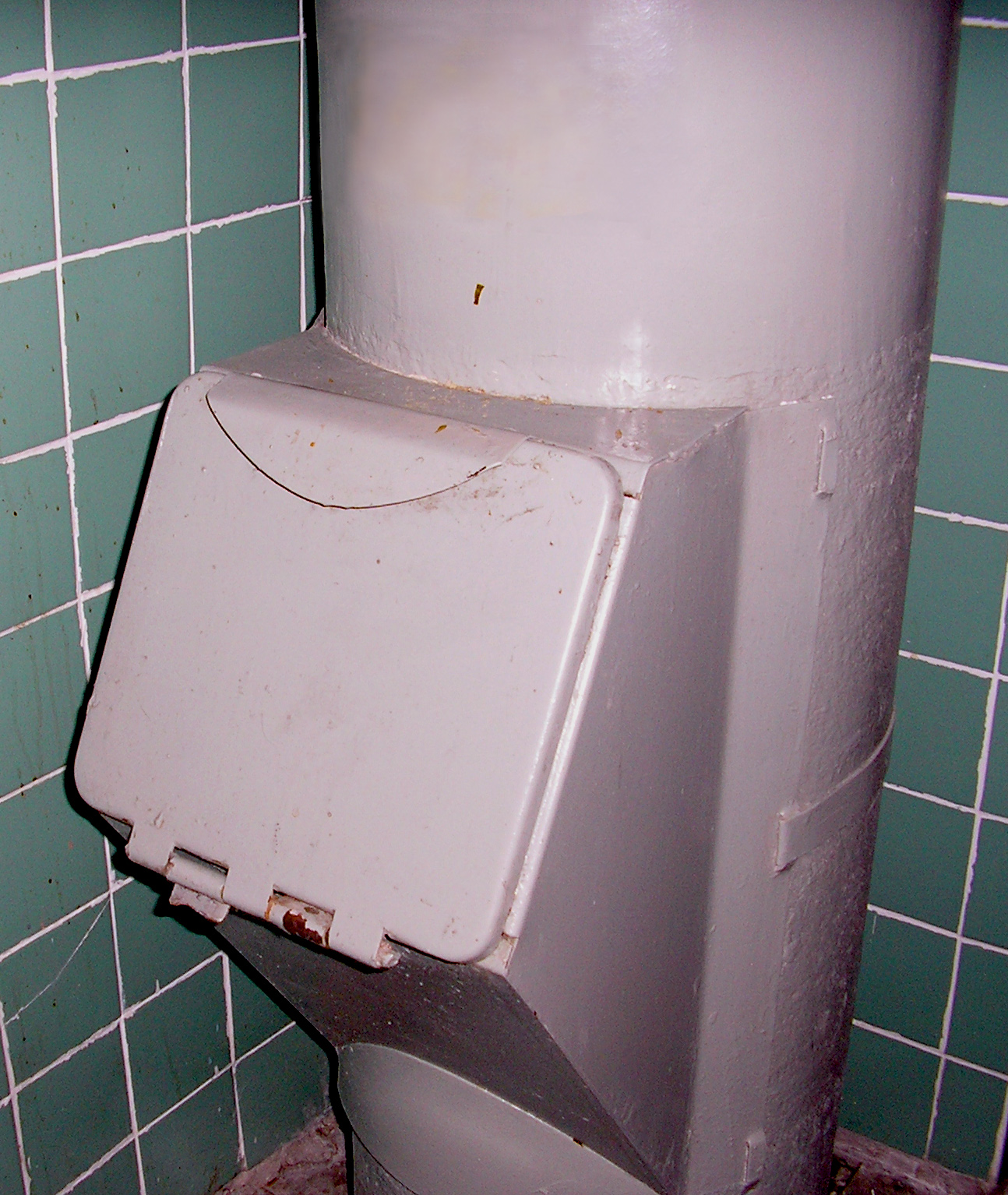
Клапан холодного сухого сміттєпроводу

Сміттєпрові́д — централізована система збирання і видалення сміття. Сміттєпроводи застосовують у будинках різного призначення: житлових, громадських, спеціальних.
Сміттєпроводи встановлюють стаціонарно, як конструктивний елемент будинку, та тимчасово — для проведення будівельних та ремонтних робіт.

## Будова
Відомі три типи сміттєпроводів:
- сухі (холодні)
- вогневі (гарячі)
- мокрі

Найбільше поширення отримали сухі сміттєпроводи.

### Сухі сміттєпроводи
Сухі сміттєпроводи бувають побутовими та будівельними.

#### Сухі сміттєпроводи для видалення побутових відходів

Схема холодного сухого сміттєпроводу: 1 — ствол (стовбур); 2 — вентиляційна труба; 3 — дефлектор; 4 — приймальний клапан; 5 — нижня камера; 6 — бункер з шибером; 7 — сміттєзбірник (контейнер); 8 — каналізація; 9 — холодний і гарячий водопровід

Основними елементами сухих сміттєпроводів для видалення побутових відходів є:
- вертикальний канал діаметром 400—500 мм з азбестоцементних або бетонних, труб, які проходять через всі поверхи будинку;
- приймальні (завантажувальні) клапани, встановлені на кожному поверсі;
- нижня сміттєзбірна камера, в якій збирається сміття, яке скидають, верхня камера або оголовок, обладнаний пристроєм для вентиляції і чищення сміттєпроводу.

Вертикальний канал використовують для приймання і транспортування сміття у нижню приймальну камеру, в якій розташовані ємності для збирання відходів — сміттєзбиральний бункер, встановлений під кутом до ствола для того, щоб загасити енергію падаючого сміття, приймальний сміттєзбірник — контейнер.
Приймальний завантажувальний клапан призначений для приймання сміття і скидання його до вертикального каналу. Конструкція клапана повинна забезпечувати належну газо- пилонепрониклість і перешкоджати скиду великомірних відходів, які можуть викликати засмічення сміттєпроводу. Клапан, виконаний з листової сталі, кріпиться до стовбура сміттєпроводу і являє собою бункер місткістю 4-5 л з кришкою. Бокові стінки бункера виконанні у вигляді двох елементів, з'єднаних з нахиленим під кутом 70˚ днищем, по якому сміття сповзає у стовбур при перекиданні приймального клапана. Приймальні клапани монтують на кожному поверсі на основних або проміжних майданчиках сходів.
У «сталінських» будинках широко практикувалося розміщення труби сміттєпроводу біля каналізаційного стояка, а клапанів сміттєпроводу — всередині квартири на кухні або в коридорі. У наш час[коли?] сміттєпровід практично ніколи не встановлюється в квартирах за санітарними міркуваннями.

##### Переваги сухого сміттєпроводу для видалення побутових відходів
- Істотно полегшує процес утилізації ТПВ у багатоквартирних будинках.

##### Недоліки сухого сміттєпроводу для видалення побутових відходів
- Вимагає постійної кваліфікованої експлуатації (чищення труби, часте вивезення ТПВ зі сміттєприймача); в іншому випадку служить джерелом неприємного запаху, хвороботворних мікробів, комах і гризунів.
- Розрахований на дрібне сміття, при скиданні великогабаритних відходів часто трапляються засмічення.
- Неможливість організації роздільного збору сміття. Саме тому сміттєпроводи в розвинених країнах стають анахронізмом.

#### Будівельний сміттєпровід
Будівельний сміттєпровід являє собою універсальну систему для видалення сипучого будівельного сміття з будованих і ремонтованих поверхів і реконструйованих будівель і споруд. Окремі елементи сміттєскидів виконуються з міцного і зносостійкого синтетичного матеріалу. Колона будівельного сміттєпроводу складається з приймальних і прямих рукавів, які кріпляться до будівель кронштейнами.
Рукав евакуації будівельного сміття — основний елемент будівельного сміттєпроводу.

### Вогневі сміттєпроводи
Вогневі сміттєпроводи влаштовують головним чином у лікарських закладах, де передбачають знищення інфікованого сміття на місці його збирання.
Зібране сміття періодично, не менше одного разу на добу, в нічний час спалюють з видаленням продуктів згорання через стовбур у димову трубу. У процесі знищення сміття дизенфекується внутрішня поверхня шахти сміттєпроводу.
Нижню камеру сміттєпроводу обладнують спеціальним пристроєм для подачі газу і спалювання відходів.
Через складність пристрою для збирання золи й шлаку та велике задимлення повітря запровадження вогневих сміттєпроводів обмежене.

### Мокрі сміттєпроводи
Мокрі сміттєпроводи складаються з шахти (стовбура) з приймальними клапанами, у верхній частині яких є спеціальний пристрій для подачі води для змиву внутрішньої поверхні стовбура. Внизу під стволом розташовують приймальний резервуар, обладнаний пристроєм для подрібнення сміття і збірником, з'єднаним з системою побутової внутрішньої каналізації.
Мокрі сміттєпроводи передбачують можливість не тільки сухих, але й мокрих відходів.
Мокрі сміттєпроводи недостатньо гігієнічні, вимагають великих витрат електроенергії і води, спеціального обладнання, тому не знайшли широкого застосування.

## Переваги сміттєпроводу
- Істотно полегшує процес утилізації ТПВ в багатоквартирних будинках.

## Недоліки сміттєпроводу
- Вимагає постійної кваліфікованої експлуатації (чищення труби, частий вивіз ТПВ зі сміттєприймача); в іншому випадку служить джерелом неприємного запаху, хвороботворних мікробів, комах і гризунів.
- Розрахований на дрібне сміття, при скиданні великогабаритних відходів часто трапляються затори в трубі.
- Висока ціна організації роздільного збору сміття. Саме тому сміттєпроводи в розвинених країнах стають анахронізмом.